# Ben Van Cauwenbergh
Ben Van Cauwenbergh (* 1958 in Antwerpen) ist ein belgischer Tänzer und Choreograf.

## Leben und Karriere
Van Cauwenbergh ist Sohn der Tänzerin Anna Brabants und erhielt seine Ausbildung am Stedelijk Instituut voor Ballet in Antwerpen. 1976–1977 war er Tänzer am Koninklijk Ballet van Vlaanderen (Königliches Ballett von Flandern), anschließend bis 1984 Erster Solist des London Festival Ballet (heute English National Ballet), wo er unter anderem gemeinsam mit Rudolf Nurejew in dessen Produktion von „Romeo und Julia“ auftrat. Von 1984 bis 1987 kehrte er als Erster Solist ans Koninklijk Ballet van Vlaanderen zurück, zwischen 1987 und 1992 war er Erster Solist an den Theatern in Bern und Luzern.
Von 1992 bis 2007 leitete er als Ballettdirektor und Choreograf das Ballettensemble des Hessischen Staatstheaters Wiesbaden. Seit 2008 war er in gleicher Funktion am Aalto-Theater in Essen tätig. Seit der Spielzeit 2013/14 ist er dort Ballettintendant.
Van Cauwenbergh erhielt 1976 beim internationalen Ballettwettbewerb von Warna die Silbermedaille und in Lausanne die Goldmedaille des renommierten Prix de Lausanne. 1984 wurde er im Dance and Dancers Magazine zum „Tänzer des Jahres“ gewählt.

## Eigene Werke
- La vie en rose. Soirée française
- Carmen/Boléro
- Irish Soul
- Tanzhommage an Queen
- Romeo und Julia